# Bunopus
Bunopus är ett släkte av ödlor. Bunopus ingår i familjen geckoödlor.
Dessa geckoödlor är små. De väger cirka 3 g och längden utan svans är ungefär 48 mm. De är nattaktiva och vistas på marken. Trampdynorna vid fötterna är små. Exemplar som hotas har olika läten och de gömmer sig bakom växter. Arterna vistas på dagen i underjordiska bon. Troligtvis vårdas äggen inte. Bunopus blanfordii kan leva 6 år. Släktets medlemmar lever i västra Asien.
Arter enligt Catalogue of Life:
- Bunopus blanfordii
- Bunopus crassicauda
- Bunopus tuberculatus

Fram till 2015 listades även Trachydactylus spatalurus i släktet.